# Detroit Pistons 1976-1977
La stagione 1976-77 dei Detroit Pistons fu la 28ª nella NBA per la franchigia.
I Detroit Pistons arrivarono secondi nella Midwest Division della Western Conference con un record di 44-38. Nei play-off persero al primo turno con i Golden State Warriors (2-1).

## Roster
| N°    | Naz.                   | Ruolo | Sportivo       | Anno | Alt. | Peso |
| ----- | ---------------------- | ----- | -------------- | ---- | ---- | ---- |
| 1     | Stati Uniti (bandiera) | G     | Kevin Porter   | 1950 | 183  | 77   |
| 10-32 | Stati Uniti (bandiera) | GA    | Ralph Simpson  | 1949 | 196  | 91   |
| 11    | Stati Uniti (bandiera) | GA    | Phil Sellers   | 1953 | 193  | 88   |
| 13    | Stati Uniti (bandiera) | AC    | Leon Douglas   | 1954 | 208  | 104  |
| 14    | Stati Uniti (bandiera) | G     | Eric Money     | 1955 | 183  | 77   |
| 16    | Stati Uniti (bandiera) | C     | Bob Lanier     | 1948 | 211  | 113  |
| 20    | Stati Uniti (bandiera) | C     | Roger Brown    | 1950 | 211  | 102  |
| 24    | Stati Uniti (bandiera) | AC    | Marvin Barnes  | 1952 | 203  | 95   |
| 30    | Stati Uniti (bandiera) | GA    | M.L. Carr      | 1951 | 198  | 93   |
| 31    | Stati Uniti (bandiera) | AC    | George Trapp   | 1948 | 203  | 93   |
| 42    | Stati Uniti (bandiera) | GA    | Chris Ford     | 1949 | 196  | 86   |
| 44    | Stati Uniti (bandiera) | A     | Al Eberhard    | 1952 | 198  | 102  |
| 45    | Stati Uniti (bandiera) | A     | Cornelius Cash | 1952 | 203  | 98   |
| 54    | Stati Uniti (bandiera) | AC    | Howard Porter  | 1948 | 203  | 100  |

## Staff tecnico
- Allenatore: Herb Brown
- Vice-allenatore: Larry Jones